# خطة جريئة (فلم)
فيلم خطة جريئة هو فيلم إثارة أمريكي تم إصدارة عام 2022 الفيلم من إخراج مونيكا ميتشل وبطولة أليسا ميلانو وسام بيج وماثيو فينلان. تم إصداره على نتفليكس في 13 يناير 2022.

## طاقم التمثيل
- أليسا ميلانو في دور جريس ميللر
- سام بيج مثل إد
- ملاخي وير مثل بن
- ماثيو فينلان بدور جيرالد باكستر / هاكر
- كولين ويلر في دور السناتور باكستر
- لوسن تشامبرز بدور ستايسي وايت
- إميلي أولروب بدور كاثلين بريزوود / ديزيريه
- أليسون أرايا بدور النقيب ريفيرا
- ديفيد لويس في دور جوناثان بريزوود
- دانيال ديمار في دور راند مورغان
- باري دبليو ليفي في دور بول مورغان
- لوسن تشامبرز بدور ستايسي وايت
- آرون بول ستيوارت في دور بيلي
- أميرة أندرسون مديرة مكتبة
- أبريل تيليك بدور ليزا كلارك
- جاك ارمسترونج مثل ريتشي
- نيكي برايس في دور أمي ريتشي
- مات بلفلور في دور لورانس مارك
- ميترا سوري في دور كارول هايز / روكسان
- أورفي لادوسور نجوين في دور ماري بيث موريسون / رافين
- جيسي فلاهوفيتش في دور طفل بقالة
- ميغيل كاستيلو في دور دكتور كارمونا
- ليزلي كوان في دور الطب الشرعي
- مايكل كيو آدامز ككاهن كاثوليكي
- تتبع شوركو بدور كيفن
- لين كوليار كمراسل

## إنتاج
في يناير 2021 ، أُعلن أن أليسا ميلانو ستلعب دور البطولة في فيلم روائي مقتبس عن فيلم الإثارة الرومانسية Brazen Virtue للمخرج نورا روبرتس مع إخراج مونيكا ميتشل.

## يطلق
تم إصدار الفيلم عبر خدمة Netflix في 13 يناير 2022.

## الجدل
بعد الإعلان عن اختيار أليسا ميلانو دور جريس ، غمرت صفحة نورا روبرتس على فيسبوك بردود سلبية من أقسام من قاعدة المعجبين بها الذين انتقدوا دور ميلانو في حركة #MeToo وانتقاد إدارة دونالد ترامب . ونقلت روبرتس:

## روابط خارجية
- مقالات تستعمل روابط فنية بلا صلة مع ويكي بيانات